# Línea 23A (Movibus)
La línea 23A de la red de autobuses interurbanos de la Región de Murcia (Movibus) unía El Siscar y Santomera con Murcia.

## Características
Fue puesta en servicio el 3 de diciembre de 2021, con la entrada en vigor de la primera fase de Movibus.
La línea no prestaba servicio los fines de semana ni festivos. Sus salidas estaban coordinadas con las de la línea 23B, para evitar duplicidades durante gran parte de la ruta.
Pertenecía a la concesión MUR-002 "Beniel - Santomera - Murcia", y era operada por Orbitalia/MoviMurcia.
Fue suprimida el 3 de diciembre de 2023, siendo absorbida por la línea 36 de TMP Murcia.

### Horarios de salida
| Lunes a viernes laborables |
| A 6ː30 - 16ː20             |

| Lunes a viernes laborables |
| A 7ː30 - 17ː30             |

## Recorrido y paradas

### Sentido Murcia
| Parada                          | Común con                      | Municipio |
| ------------------------------- | ------------------------------ | --------- |
| Casablanca                      | 23B                            | Santomera |
| Barrio de los Castellones       | 23B                            | Santomera |
| El Chuque                       | 23B                            | Santomera |
| Bar Tites                       | 23B                            | Santomera |
| Parque                          | 23B                            | Santomera |
| La Ermita                       | 23B                            | Santomera |
| Escuelas                        | 23B                            | Santomera |
| El Siscar                       | 22A 23B                        | Santomera |
| Henninger                       | 22A 23B                        | Santomera |
| Tanatorio                       | 22A 23B                        | Santomera |
| Jamones Novelty                 | 22A 23B                        | Santomera |
| Gasolinera                      | 22A 23B                        | Santomera |
| La Mota                         | 22A 23B                        | Santomera |
| Juanín                          | 22A 23B                        | Santomera |
| Librería                        | 22B 23B                        | Santomera |
| Instituto                       | 22B 23B                        | Santomera |
| Cuartel                         | 23B                            | Santomera |
| Barrio de La Inmaculada         | 22A 22B 23B                    | Santomera |
| La Moñina                       | 22A 22B 23B                    | Murcia    |
| Cobatillas                      | 22A 22B 23B                    | Murcia    |
| Ignacio                         | 22A 22B 23B                    | Murcia    |
| La Flora                        |                                | Murcia    |
| Lodares                         | 23B                            | Murcia    |
| Agamar                          | 23B                            | Murcia    |
| El Puente                       | 23B                            | Murcia    |
| Puente Azarbe                   | 21B 23B                        | Murcia    |
| Cruce de Casillas               | 23B                            | Murcia    |
| Zarandona                       | 21B 23B                        | Murcia    |
| Palacio de Los Deportes         | 21B                            | Murcia    |
| Asilo de Ancianos               | 21A 21B                        | Murcia    |
| Hospital Reina Sofía            | 21A 21B                        | Murcia    |
| Glorieta de España              | 12 15 21A 21B                  | Murcia    |
| Estación de Autobuses de Murcia | 12 15 21A 21B 23B 31 32A 34 36 | Murcia    |

### Sentido El Siscar
| Parada                          | Común con                      | Municipio |
| ------------------------------- | ------------------------------ | --------- |
| Estación de Autobuses de Murcia | 12 15 21A 21B 23B 31 32A 34 36 | Murcia    |
| Glorieta de España              | 21A 21B                        | Murcia    |
| Hospital Reina Sofía (Frente)   | 21A 21B                        | Murcia    |
| Asilo de Ancianos               | 21A 21B                        | Murcia    |
| Palacio de Los Deportes         | 21B                            | Murcia    |
| Zarandona                       | 21B 23B                        | Murcia    |
| Cruce de Casillas               | 23B                            | Murcia    |
| Puente Azarbe                   | 23B                            | Murcia    |
| El Puente                       | 23B                            | Murcia    |
| Agamar                          | 23B                            | Murcia    |
| Lodares                         | 23B                            | Murcia    |
| La Flora                        |                                | Murcia    |
| Ignacio                         | 22A 22B 23B                    | Murcia    |
| Cobatillas                      | 22A 22B 23B                    | Murcia    |
| La Moñina                       | 22A 22B 23B                    | Murcia    |
| Juanín                          | 22A 23B                        | Santomera |
| La Mota                         | 22A 23B                        | Santomera |
| Gasolinera                      | 22A 23B                        | Santomera |
| Jamones Novelty                 | 22A 23B                        | Santomera |
| Tanatorio                       | 22A 23B                        | Santomera |
| Calle Oeste                     | 22A 23B                        | Santomera |
| El Siscar                       | 22A 23B                        | Santomera |
| Escuelas                        | 23B                            | Santomera |
| La Ermita                       | 23B                            | Santomera |
| Parque                          | 23B                            | Santomera |
| Bar Tites                       | 23B                            | Santomera |
| El Chuque                       | 23B                            | Santomera |
| Barrio de Los Castellones       | 23B                            | Santomera |
| Casablanca                      | 23B                            | Santomera |